# Brigade de cavalerie Souwalki

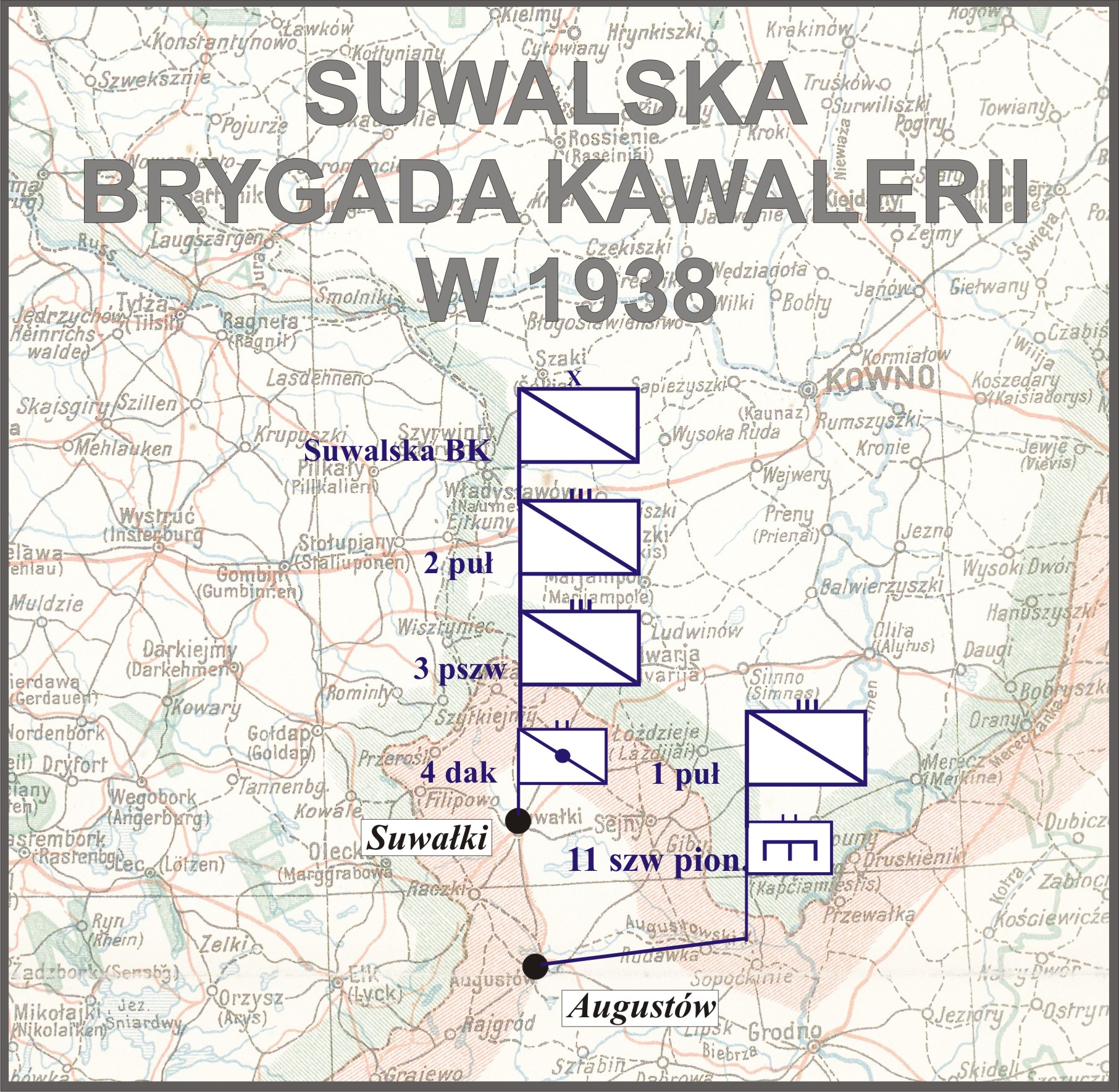
Suwalska BK w 1938

La brigade de cavalerie Souwalki  (Suwałki en polonais) est une des unités de combat montées polonaises de la Seconde Guerre mondiale.

## Théâtres d'opérations
- 1er septembre au 6 octobre 1939 : Campagne de Pologne. Elle fut intégrée à la fin du conflit au Groupe opérationnel indépendant de Polésie.